# ماري آشلي تاونسند
ماري آشلي تاونسند (بالإنجليزية: Mary Ashley Townsend)‏ (1836، غالفستون في الولايات المتحدة - 1901)؛ كاتِبة، شاعرة وروائية أمريكية.